# 青春詭弁
青春詭弁（せいしゅんきべん）は、日本のライトノベル作家・シナリオライターである。

## 概要
青春詭弁は埼玉県在住のライトノベル作家で、YouTube上の漫画動画のシナリオライターなどをしながら、大学でスポーツの勉強をしている。
2019年7月にはUGnovels（三交社）から『物理的に最底辺だけど攫われたヒロインを助ける為に、最強になってみた』をRukiがイラストを務める形で出版している。
2021年2月にはドラゴンノベルス（KADOKAWA）から『幼馴染の魔王の娘が家出して、今はうちで居候してる』をネコメガネがイラストを務める形で出版している。

## 書籍化作品
- 物理的に最底辺だけど攫われたヒロインを助ける為に、最強になってみた
- 幼馴染の魔王の娘が家出して、今はうちで居候してる